# Farid el Atrache
Farid el Atrache (arabisch فريد الأطرش, DMG Farīd al-Aṭraš; auch al-Atrash und al-Atrasch; * 19. Oktober 1915 in as-Suwaida, Syrien; † 26. Dezember 1974 in Beirut, Libanon) war ein syrisch-ägyptischer Komponist, Sänger und Schauspieler. Er gehörte neben Oum Kalsoum, Fairuz, Abdel Halim Hafez und Mohammed Abdel Wahab zu den größten Vertretern der arabischen Musik des 20. Jahrhunderts.

## Unterschiedliche Schreibweisen des Namens
Die Schreibweise Farid el Atrache ist auf den meisten Schallplatten und CDs zu lesen. Darüber hinaus kommen die leicht abgewandelten Umschriften Farid EL-Atrache, Farid Al Atrash, Farid EL Atrash, Fareed Al Atrache, Fareed Al Atrash, Farid Al Attrach oder Fareed EL Atrash vor.

## Biografie
Farid entstammt der berühmten Drusenfamilie el Atrache. Sein Vater war Fahd el Atrache, Leiter des libanesischen Strafgerichts, der später dem Alkoholismus verfiel. Bis 1918, als das Osmanische Reich zerfiel, war er ein hoher Beamter im türkischen Bezirk Demirci. Seine Mutter Aleya Menzer (ʿUlayāʾ Ḥusain al-Munḏir) entstammte einer libanesischen Drusenfamilie. Sie war eine hervorragende Oud-Spielerin und Sängerin. Da sich der Vater nur wenig um die Familie kümmerte, lag die Hauptverantwortung bei der Mutter. Seine Schwester Āmal al-Aṭraš (* 18. November 1918; † 14. Juli 1944) wurde unter dem Namen Asmahān in der arabischen Welt während nur weniger Jahre als Sängerin und Schauspielerin berühmt. Sein Bruder Fouad trat künstlerisch nicht in Erscheinung. Zwei weitere Geschwister, ein Mädchen und ein Junge, starben ganz jung.
Um 1920 verließ die Familie, die wegen der Beteiligung an Kämpfen gegen die französischen Besatzer in Bedrängnis geriet, ihre syrische Heimat. Sie fanden Zuflucht in Ägypten, wo sie auch bald die dortige Staatsbürgerschaft erhielten. Seine Mutter konnte ihn und seine Schwester Amal für die Musik begeistern. Bereits in der Schule trat er als Sänger bei Schulfesten in Erscheinung. Er studierte später an einem Musikkonservatorium bei Riad Al Sunbati, einem bekannten Komponisten seiner Zeit. In den 1930er Jahren trat er zunächst als Oud-Spieler und später auch als Sänger in privaten Rundfunkstudios in Erscheinung. Schon bald danach wurde er beim Nationalrundfunk in Kairo engagiert. Auch als Komponist begann er sich einen Namen zu machen. Er trat seit 1931 sehr häufig mit seiner Schwester Asmahān auf. Anfang der 1940er Jahre machten sie auch zwei Spielfilme zusammen. Einer davon war "Intisar al-chabab (Sieg der Jugend)". Als seine Schwester am 14. Juli 1944 bei einem Verkehrsunfall mit ihrem Auto in den Nil stürzte und ertrank, fiel er in eine tiefe Depression. Mit dazu beigetragen hatten die aufkommenden Gerüchte, Asmahan sei, wegen möglicher Spionagetätigkeit, umgebracht worden; Vorwürfe, die aber nie erhärtet werden konnten.
Sehr früh schon bekam Farid den Beinamen "Der traurige Sänger", weil viele seiner Lieder von einer verlorenen Liebe handelten. Aber er sang auch andere, zumeist romantische, manchmal auch patriotische und fromme Lieder, jedoch immer mit einem außerordentlichen Einfühlungsvermögen, das sein Publikum stets in den Bann zog. Man muss kein Araber sein, um der Faszination dieser Stimme zu erliegen. Eine Stimme, die sich im Laufe der Jahre stark veränderte. In den dreißiger Jahren hatte er eine hohe Tenorstimme, die sich aber mit den Jahren vertiefte. Der Stil seiner Musik war fast immer arabisch, unterlag aber auch westlichen Einflüssen. Sein berühmtes Lied "Ya Zahratan" (Eine Blume in meiner Fantasie), das u. a. auch von Fairuz gesungen wurde, ist ein flotter Tango. Bis in die heutige Zeit gilt er als der beste Oud-Spieler der Welt. Das konnte man in vielen seiner Lieder feststellen, in denen er am Anfang oft ein längeres Solo spielte, wie beispielsweise in "Iich Inta" (Lebe wohl), "Awal Hamsa" (Erstes Raunen) oder "Addi Errabii" (Es ist wieder Frühling).
Farid, der in seinen jungen Jahren ein leichtsinniges Leben führte, was ihm auch öfter Spielschulden einbrachte, die ihn bis an den Rand des Ruins führten, setzte dennoch seine Karriere mit immer größerem Erfolg fort. Er drehte weitere Spielfilme, in denen er nicht nur die Hauptrolle spielte, sondern auch alle Lieder komponierte, auch die der anderen Mitwirkenden. Es waren Komödien und Dramen darunter. Vor wenigen Jahren zeigte der Fernsehsender Arte die Komödie "Dame Teufelin" mit deutschen Untertiteln. In dieser musikalischen Filmkomödie spielte er mit der berühmten Bauchtänzerin Samia Gamal zusammen. Die beiden traten schon seit 1947 in insgesamt fünf Filmen gemeinsam vor der Kamera auf und wurden auch privat ein Liebespaar. Geheiratet hatten sie aber nicht. Farid war wohl der Ansicht, dass sich eine Ehe und eine künstlerische Zusammenarbeit nicht sehr gut vertragen würden. 1952 trennte sich das Paar. Samia heiratete einen Amerikaner und ging mit ihm in die USA.
Im selben Jahr wurde am 23. Juli in Ägypten König Faruq durch das Militär gestürzt. Er ging mit seiner Frau Farida ins italienische Exil. Farida ließ sich dort von ihrem Mann scheiden und ging nach Ägypten zurück und begann eine Beziehung mit Farid. Auch diese Verbindung endete nicht in einer Ehe. Faridas Familie war wohl hauptsächlich aus politischen Gründen gegen diese Verbindung. Diese Trennung löste wohl auch gesundheitliche Probleme mit dem Herzen aus. Seiner Karriere tat das trotzdem keinen Abbruch. Er sang, komponierte und drehte weitere erfolgreiche Filme. Immer wieder verliebte er sich in seine Partnerinnen und ging kurze Beziehungen mit ihnen ein. Dieses unstete Leben trug ihm schon in früheren Jahren Ärger mit seiner Mutter ein, die sich dann auch von ihrem Sohn trennte.
Mit zunehmendem Alter sah man ihm seine schlimmer werdende Herzkrankheit an. Er verlor an Gewicht und sein Gesicht war von der schlechter werdenden Gesundheit gezeichnet. Dennoch schien es so, dass er doch noch mal heiraten würde. Es war die junge ägyptische Sängerin Shadia, die seine Gemahlin hätte werden sollen. Doch kurz vor der Heirat machte er einen Rückzieher. Er sagte als Begründung für diesen Schritt, er wolle sie nicht zu einer Witwe machen. Aber Menschen, die ihn sehr gut kannten, meinten, dass der eigentliche Grund darin zu suchen sei, dass keine Frau in der Lage gewesen wäre, die seelische Leere auszufüllen, die seine Schwester Asmahan hinterlassen habe. In seinen späten Jahren siedelte er in den Libanon über. Von dort aus unternahm er noch Tourneen nach Ägypten und verschiedenen europäischen Ländern.
Erst 59 Jahre alt, starb Farid am 26. Dezember 1974 im Al-Hayek-Krankenhaus in Beirut an den Folgen seines Herzleidens. Er wurde in Kairo auf einem Friedhof neben seiner Schwester Asmahan und seinem Bruder beigesetzt.
Auch über 30 Jahre nach seinem Tod ist er unvergessen. Seine Musik, er komponierte etwa 350 Lieder, wird auch heute noch viel gespielt und seine rund 30 Filme werden immer wieder in den Fernsehprogrammen gezeigt. Bauchtänzerinnen tanzen nach seiner Musik. Von seinen heutigen Kollegen wird er immer noch als der „König des Ouds“ bezeichnet. Seine einzigartige Stimme und seine oft traurigen Lieder sind bis heute unerreicht geblieben.

## Museum
Im September 2006, 62 Jahre nach dem Tode von Asmahan hat das syrische Tourismusministerium zugestimmt, dass ihr Haus im ehemals französischen Teil von as-Suwaida in ein Museum für die Geschwister Asmahan und Farid umgebaut werden kann. Vorher befand sich das Gebäude, wie auch große Teile des Viertels im Besitz der syrischen Armee.

## Filmografie
- 1941: Intisar al-chabab (Sieg der Jugend) (Wahid)
- 1943: Ahlam el chabab (Träume der Jugend)
- 1946: Shahr el asal (Flitterwochen)
- 1946: Ma akdarshi (Das kann ich nicht machen)
- 1946: Gamal wa Dalal (Gamal und Dalal) (Gamal)
- 1946: Bolbol effendi (Herr Nachtigall) (Bolbol - Nachtigall)
- 1947: Habib al omr (Die Liebe meines Lebens) (Mamdouh)
- 1949: Ahebbak inta (Ich liebe nur dich) (Munir)
- 1949: Dame Teufelin - OT: Afrita hanem (Asfour) Film lief in Deutschland
- 1950: Akher kedba (Die letzte Lüge) (Samir)
- 1951: Taa la salim (Komm und sage Hallo) (Mishmish)
- 1952: Ma takulshi L‘had (Sag‘ es niemandem) (Wahid)
- 1952: Lahn Al khouloud (Die ewige Melodie) (Wahid)
- 1952: Ayza atgawwez (Ich will heiraten) (Farid)
- 1954: Lahn hubi (Die Melodie meiner Liebe)
- 1956: Izhay ansak (Wie kann ich dich vergessen) (Ahmed)
- 1957: Wadda'tu hubbak (Ich nahm Abschied von deiner Liebe)
- 1957: Inta habibi (Du bist mein Schatz)
- 1960: Min agl hubbi (Wegen meiner Liebe)
- 1961: Shatie el hub (Das Ufer der Liebe)
- 1962: Yomun bala ghaden (Ein Tag ohne morgen)
- 1963: Ressalah min emraa maghoula (Eine Mitteilung von einer unbekannten Frau) (Ahmed Sameh)
- 1965: Hikayet el omr kulluh (Die Geschichte des ganzen Lebens) (Als er selbst)
- 1967: El Khouroug min el guana (Der Austritt aus dem Paradies) (Imam)
- 1969: Al Hob al kabir (Die große Liebe) (Sänger)
- 1973: Zaman Ya Hob (So lange, Liebe) (als Medhat)
- 1975: Nagham Fi Hayati (Eine Melodie in meinem Leben) (als Mamdouh)

## Diskografie

### Singles (Auswahl)
- Albi We Moftahou
- Ya Ritni Tir
- Laktob Ala Awrak El Shagar
- Ya Habaybi Ya Ghaybin
- Hebbina Hebbina